# Кіртіварман II
Кіртіварман II — останній правитель Бадамі з династії Чалук'їв. Успадкував престол від свого батька Вікрамадітьї II. За його правління продовжувала зростати могутність Раштракутів та Пандьїв. В результаті династія Чалук'я втратила свої володіння.